# Michael Denis

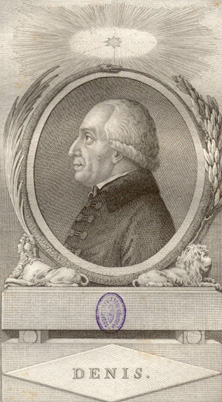
Johann Nepomuk Cosmas Michael Denis

Johann Nepomuk Cosmas Michael Denis, auch Sined der Barde (* 27. September 1729 in Schärding, Bayern; † 29. September 1800 in Wien) war ein österreichischer katholischer Priester, Schriftsteller, Übersetzer, Bibliothekar und Zoologe.

## Leben
Michael Denis wurde von seinem Vater, Johann Rudolph Denis, bereits früh in der lateinischen Sprache unterrichtet. 1739 kam der damals Zehnjährige ins Jesuitengymnasium nach Passau, das er 1747 erfolgreich abschloss. Im selben Jahr trat Denis in Wien dem Jesuitenorden bei.
Nach dem Noviziat war Denis als Grammatik- und Rhetoriklehrer an den Jesuitenkollegien Graz und Klagenfurt tätig. In dieser Funktion verfasste er seine neulateinischen Schuldramen sowie das didaktische Epos Palatium Rhetoricae („Palast der Rhetorik“). 1757 wurde er zum Priester geweiht. 1759 wurde er als Professor ans Wiener Theresianum berufen und verblieb in dieser Funktion bis zur Aufhebung des Jesuitenordens 1773. Von da an bis zur Auflösung der Akademie leitete er die Garellische Bibliothek. Ab 1784 war er Kustos der Hofbibliothek in Wien.
Denis’ schriftstellerisches Werk umfasst neben den bereits erwähnten Schuldramen auch neulateinische und deutsche Lyrik sowie deutsche Kirchenlieder. Die lyrischen Werke veröffentlichte er meist unter dem Pseudonym Sined der Barde (wobei Sined ein Anagramm seines Nachnamens darstellt). Außerdem verfasste er bibliothekswissenschaftliche Werke und Lehrbücher sowie 1762 das erste österreichische Lesebuch.
Im ganzen deutschen Sprachraum bekannt wurde er durch die erste deutsche Übersetzung der Werke „Ossians“ (1768/69), die als angebliche Werke eines gälischen Barden begeistert in ganz Europa aufgenommen wurden, jedoch eine zeitgenössische Erfindung des Schotten James Macpherson waren. Ferner ist er der Autor des bekannten Adventlieds Tauet, Himmel, den Gerechten und des österlichen Kirchenliedes Der Heiland ist erstanden.
Denis half mehrere Jahre dem österreichischen Naturforscher Johann Ignaz Schiffermüller, die Schmetterlinge der Wiener Umgebung zu sammeln und zu bearbeiten. Als Ergebnis erschien 1775 die Ankündung eines systematischen Werkes von den Schmetterlingen der Wienergegend und 1776 wurde das Systematische Verzeichnis der Schmetterlinge der Wienergegend veröffentlicht. Die Schmetterlingsammlung im Kaiserlichen Hof-Naturalienkabinett verbrannte im Jahr 1848.
1801–1802 wurde der literarische Nachlass des 1800 verstorbenen Denis in zwei Bänden von Joseph Friedrich von Retzer (1754–1824) herausgegeben.

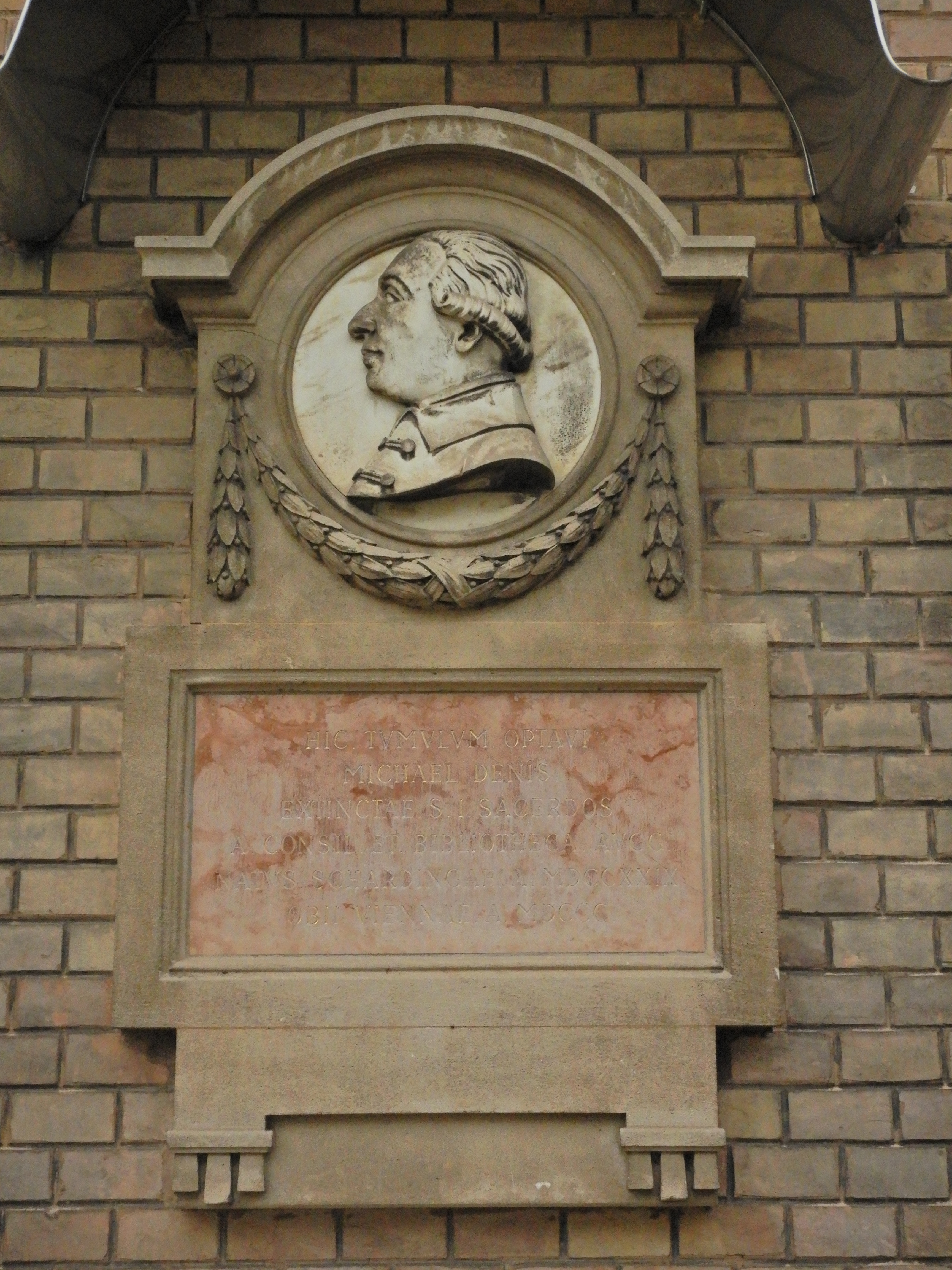
Epitaph an der Hütteldorfer Pfarrkirche

Sein Epitaph befindet sich an der Außenmauer der Pfarrkirche St. Andreas Hütteldorf im 14. Wiener Gemeindebezirk.

## Würdigung
- Im Jahr 1874 wurde in Wien-Brigittenau (20. Bezirk) die Denisgasse nach Michael Denis benannt.
- Seit 2001 wird die nach ihm benannte Schriftenreihe Denisia herausgegeben.[1]

## Werke
- Der Donaustrom : an Josephen von Baiern Auf Ihrer Hochzeitreise nach Wien, Wien 1765 (Digitalisat bei BSB)
- Poetische Bilder der meisten kriegerischen Vorgänge in Europa seit dem Jahr 1756, Wien 1760 (Digitalisat bei BSB)
- Die Gedichte Ossians, eines alten celtischen Dichters, aus dem Englischen übersetzt, Wien 1768–1769
- Die Lieder Sineds des Barden, Wien 1772 (Digitalisat bei BSB)
- Geistliche Lieder z. Gebrauch der hohen Metropolitankirche b. St. Stephan in Wien und d. ganzen Wiener Erzbistums, Wien 1774 (darunter Der Heiland ist erstanden)
- Einleitung in die Bücherkunde, Wien 1777–1778 (Band 1 und Band 2 bei BSB)
- Systematisches Verzeichniß der Schmetterlinge der Wienergegend herausgegeben von einigen Lehrern am k. k. Theresianum (mit Schiffermüller), Wien 1776 (Digitalisat bei BSB)
- Grundriß der Bibliographie, Wien 1777 (Digitalisat bei Google Books)
- Die Merkwürdigkeiten der k. k. garellischen öffentlichen Bibliothek am Theresiano, Wien 1780 (Digitalisat bei BSB)
- Bibliotheca typographica Vindobonensis ab anno 1482 usque ad annum 1560, Wien 1782 (Digitalisat bei Google Books), auch deutsch Wiens Buchdruckergeschichte bis 1560, Wien 1782–1793 (Digitalisat bei BSB)
- Ossian und Sineds Lieder, 5 Bände, 1784 (Band 1, Band 2, Band 3, Band 4 und Band 5 bei BSB)
- Kurze Erzählung der Streitigkeiten über die alten Urkunden, Heidelberg 1785 (Digitalisat bei BSB)
- Zurückerinnerungen, Wien 1794 (Digitalisat bei BSB)
- Carmina quaedam, Wien 1794 (Digitalisat bei CAMENA)
- Beschäftigungen mit Gott schon in dem 12. Jahrhundert gesammelt, Wien 1799 (Digitalisat bei GDZ)